# Ian Stuart Donaldson
Pour les articles homonymes, voir Ian Stuart et Donaldson.
Ian Stuart Donaldson (11 août 1957 – 24 septembre 1993), plus connu sous le nom de Ian Stuart, est le chanteur et le leader de Skrewdriver, un groupe de oi!, de punk rock et de rock anticommuniste britannique affichant des convictions nationalistes.

## Carrière

### Le groupe Skrewdriver et lerock against communism
Ian Stuart Donaldson est né le 11 août 1957 à Poulton-le-Fylde. Il est le leader de Skrewdriver, un groupe punk-oi! nazi mais particulièrement provocateur, créé en 1976 à partir des cendres de Tumbling Dice (groupe faisant des reprises des Rolling Stones, des Who ou de Free). À l'époque, Skrewdriver a déjà la réputation d'attirer la violence pendant ses concerts.
En 1978, Joe Pearse, le responsable de la branche jeune du National Front, se rapproche de lui. Le petit parti avait précédemment déjà tenté l'expérience, dans la ville de Leeds, de regrouper les nationalistes du courant punk, en lançant un mouvement musical nommé RAC, pour rock against communism, en réaction face aux concerts de Rock against racism. Ian Stuart réoriente alors son groupe vers un engagement politique de tendance nationaliste.
La rencontre entre les deux hommes donne l'occasion de relancer le RAC et de radicaliser une partie de la mouvance skinhead. Ensemble ils fondent le White Noise Club, une structure de promotion de concerts, en même temps qu'un label de production.
Malgré ses positions politiques, Ian Stuart restera toujours un grand ami du chanteur du groupe ska Madness. Celui-ci le fera même figurer dans le film Take it or leave it, qui raconte l'histoire du groupe fétiche des teen-agers anglais des années 1980. Cela n'empêchera pas certains autres membres de Madness de multiplier les déclarations antiracistes.

### Blood and Honour
En 1987, Ian Stuart rompt avec le National Front et crée Blood and Honour, avec l'aide de Nicky Crane. La nouvelle organisation sera à la fois une revue, une structure fédérative de niveau international, un distributeur de merchandising, de disques et de matériel politique. En réaction à la création de Blood & Honour, les skinheads de gauche constitueront les SHARP (Skinheads against racial prejudice).

### Carrière en solo
Quelques années plus tard, Ian Stuart devient le leader de deux autres groupes, White Diamond et The Klansmen, et réalise quelques albums en solo. En compagnie de Stigger, le guitariste de Skrewdriver, il enregistre les albums Patriotic Ballads volumes 1 et 2 en 1991 et 1992. Ces deux albums comprennent des chansons traditionnelles folkloriques telles que The Green Fields of France. On peut aussi entendre la voix de Donaldson dans la chanson The Invisible Empire (dont le titre fait référence au Ku Klux Klan) de l'album See you in Valhalla du groupe rock neo-Nazi No Remorse en 1989.
Quand en juillet 1992, Nicky Crane, le cofondateur de Blood & Honour avoua publiquement son homosexualité, il fut renié par une bonne partie de la communauté Skinhead, dont Ian Stuart qui déclara se sentir « trahi ».
Donaldson a été l'un des principaux organisateurs d'un concert White Power près de la gare Waterloo à Londres en 1992. L'AFA (une organisation anglaise antifasciste) a organisé une action de protestation qui donna lieu à des affrontements physiques. Le 10 juillet 1993, Ian Stuart et son groupe Skrewdriver ont donné leur ultime concert à Waiblingen en Allemagne pour le deuxième anniversaire de la Kreuzritter für Deutschland organisé par l'écrivain indépendant et nationaliste Andreas J. Voigt (Deutschherrenklub).

### Décès accidentel
Le 23 septembre 1993, Ian Stuart et quatre amis ont un accident de voiture à Derbyshire. Il est transporté jusqu'à l'hôpital local, et meurt le lendemain à 10 h 40, des suites de multiples blessures. De nombreuses rumeurs entourent sa mort, comme son éventuel assassinat par l'IRA provisoire ou que le personnel soignant de l'hôpital l'aurait laissé mourir après l'avoir reconnu. Des partisans de Ian Stuart firent également remarquer, pour étayer leurs théories, que la date de l'accident correspond au 23 septembre 1939, jour où parut une loi nazie interdisant aux Juifs d'écouter de la musique à la radio.
Ian Stuart Donaldson et Skrewdriver auraient dû participer au plus grand festival nationaliste européen jamais organisé, deux jours après son décès.

## Discographie

### Ian Stuart & Rough Justice
- Justice For The Cottbus Six (1992) (Rock-O-Rama)

### Ian Stuart & Stigger
- Patriotic Ballads (1991) (Rock-O-Rama)
- Patriotic Ballads II - Our Time Will Come (1992) (Rock-O-Rama)

### Skrewdriver
- All Skrewed Up (1977) (Chiswick)
- Peel Session (1977) (BBC Radio 1)
- Back With a Bang (1982) (Rock-O-Rama)
- The Voice of Brittain (1983) (Rock-O-Rama)
- Hail The New Dawn (1984) (Rock-O-Rama)
- Blood & Honour (album)|Blood & Honour (1985) (Rock-O-Rama)
- White Rider (1987) (Rock-O-Rama)
- After the Fire (album)|After the Fire (1988) (Rock-O-Rama)
- Warlord (1989) (Rock-O-Rama)
- The Strong Survive (1990) (Rock-O-Rama)
- Freedom What Freedom (1992) (Rock-O-Rama)
- Hail Victory (1994) (ISD Records)

### Albums Solo
- No Turning Back (1989) (Rock-O-Rama)
- Slay The Beast (1990) (Rock-O-Rama)
- Patriot (1991) (Rock-O-Rama)

### The Klansmen
- Rebel with a Cause (1989) (Klan Records)
- Rock 'n' Roll Patriots (1989) (Rock-O-Rama)
- Fetch the Rope (1991) (Klan Records)

### White Diamond
- The Reaper (1991) (Rock-O-Rama)
- The Power & The Glory (1992) (Glory Discs)